# Осломеј
Осломеј (мкд. Осломеј) је насеље у Северној Македонији, у западном делу државе. Осломеј је била седиште истоимене општине Осломеј, која је укинута и прикључена општини Кичево 2013. године.
Поред села Осломеј налази се истоимена ТЕ Осломеј.

## Географија
Насеље Осломеј је смештено у западном делу Северне Македоније. Од најближег већег града, Кичева, насеље је удаљено 8 km северно.
Рељеф: Осломеј се налази у горњем делу историјске области Кичевија. Село је положено у средишњем делу Кичевског поља, а источно се издиже планина Человица. Надморска висина насеља је приближно 700 метара.
Клима у насељу је умерено континентална.

## Историја
По статистици секретара Бугарске егзархије, 1905. године Осломеј је имао 240 становника, у целости православних Словена.

## Становништво
По попису становништва из 2002. године, Осломеј је имао 40 становника.
Претежно становништво у насељу су етнички Македонци (100%).
Већинска вероисповест у насељу је православље.